# Donnelay
Donnelay là một xã trong vùng Grand Est, thuộc tỉnh Moselle, quận Château-Salins, tổng Vic-sur-Seille. Tọa độ địa lý của xã là 48° 45' vĩ độ bắc, 06° 40' kinh độ đông. Donnelay nằm trên độ cao trung bình là 222 mét trên mực nước biển, có điểm thấp nhất là 206 mét và điểm cao nhất là 259 mét. Xã có diện tích 13,02 km², dân số vào thời điểm 1999 là 218 người; mật độ dân số là 16 người/km². Donnelay thuộc Pháp từ năm 1661.

## Thông tin nhân khẩu
| 1962 | 1968 | 1975 | 1982 | 1990 | 1999 |
| ---- | ---- | ---- | ---- | ---- | ---- |
| 252  | 280  | 264  | 216  | 216  | 218  |